# Ousseau
Pour les articles homonymes, voir Riou Tort.
L'Ousseau ou Riou Tort en amont, est une  rivière du sud de la France dans le département de la Haute-Garonne dans la région Occitanie et un sous-affluent de la Garonne par le Touch.

## Hydronymie
Ousseau: est une francisation du toponyme originel  Aussau, prononcé en gascon [awsaw],  figurant sur les cartes anciennes, et homonyme du ruisseau voisin affluent de la Louge qui se jette dans la Garonne. 
En amont, le nom est Riou Tort ", Arriu Tòrt [arriw tɔrt] cours d'eau tortueux" 
"Aussau ou Aussanel" (Plan cadastral "vraisemblable" de J.Rousseau de 1982, reprise du Livre Terrier 27/08/1600. 
Cf. " L'Haut Saut" (plans cadastraux napoléoniens de Tournefeuille)
Cf. Aussalot [awsalòt] : diminutif pour l'affluent du Rieu Tort.

## Géographie
D'une longueur de 26,2 km, et coulant du sud-ouest vers le nord-est, il prend sa source sur la commune du Lherm, à l'altitude 229 m et s'appelle alors le Riou Tort, et se jette dans le Touch à Tournefeuille, à l'altitude  146 m au nord de la base de loisirs de la Ramée.

## Département, communes et cantons traversés
Dans le seul département de la Haute-Garonne, l'Ousseau traverse neuf communes et quatre cantons :
- Lherm, Labastidette, Lamasquère, Seysses, Fonsorbes, Frouzins, Cugnaux, Plaisance-du-Touch, Tournefeuille[notes 1].

## Hydrologie
L'Ousseau traverse une seule zone hydrographique L'Ousseau (Riou Tort) (O207) de 54 km2

## Affluents
L'Ousseau a 14 affluents référencés dont les principaux sont :
- Le ruisseau de l'Aussalot ou Aoussalot (rd) 4,6 km
- Le Merdanson (rd) 2,2 km